# Brytowie
     Brytowie
     Irowie (Goidelowie)
     Piktowie

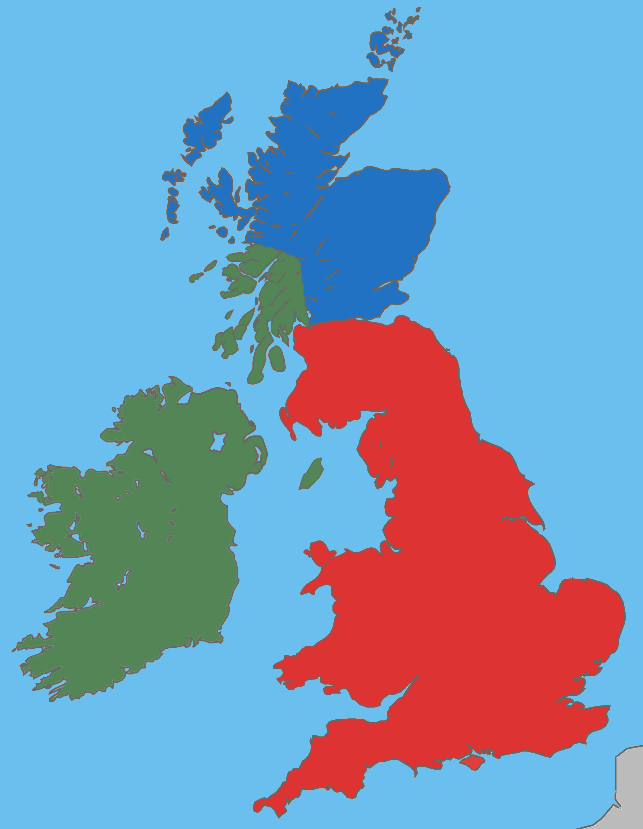
Mapa obrazuje uproszczony podział etniczny Wysp Brytyjskich ok. 450 r. n.e.
Brytowie
Irowie (Goidelowie)
Piktowie

Brytowie (łac. Brittones, bryt. Pritani lub Priteni) – lud celtycki zamieszkujący Brytanię przed najazdem Anglów i Sasów.

## Pochodzenie
Pochodzenie Brytów jest prawdopodobnie heterogeniczne: lud ten powstał w wyniku zmieszania napływowej ludności celtyckiej, która przybyła z kontynentu przed 400 r. p.n.e. z Piktami – ludem (najprawdopodobniej pochodzenia przedindoeuropejskiego) zamieszkującym Brytanię przed przybyciem Celtów. Część ludów piktyjskich zachowała odrębność, zostały one jednak w dużej części zlatenizowane (od miejscowości La Tène, ośrodka kultury celtyckiej).

## Język
Pierwotny język brytyjski, obecnie wymarły, należy do brytańskiej podgrupy języków celtyckich (zwanej też podgrupą języków P-celtyckich). Nie istnieją niemal żadne źródła pisane tego języka, jednak niektóre słowa są rekonstruowane na podstawie innych języków celtyckich, bądź też wywodzone z nazw geograficznych.

## Schyłek
Po przejściu plemion germańskich przez Galię ok. 400 roku, na Wyspach Brytyjskich rzymsko-brytyjska kultura, która rozwijała się w ciągu 400 lat istnienia Cesarstwa Rzymskiego, stopniowo zanikła wskutek podbojów i migracji innych ludów. Celtowie napadali ze strony Irlandii (plemię Scotti nadało swoje imię północnej części głównej wyspy – Szkocji). Sasi i Anglowie przybyli z obszaru obecnych Niemiec, Fryzowie przeprawiali się z terenów obecnej Holandii, a Jutowie (Duńczycy) przesiedlali się z Półwyspu Jutlandzkiego. Do roku 600 Anglowie i Sasi kontrolowali większą część Anglii. Do 800 roku tylko współczesna Walia, Szkocja i Zachodnia Kornwalia pozostawały zamieszkane przez większość celtycką.